# Eastcote
Eastcote – dzielnica Londynu, w Wielkim Londynie, leżąca w gminie Hillingdon. Leży 22,9 km od centrum Londynu. W 2001 roku dzielnica liczyła 10 008 mieszkańców.